# ارنی لایولی
ارنی لایولی (انگلیسی: Ernie Lively؛ (زادهٔ ۲۹ ژانویهٔ ۱۹۴۷ – درگذشتهٔ ۳ ژوئن ۲۰۲۱) یک هنرپیشه اهل ایالات متحده آمریکا بود. وی از سال ۱۹۷۵ میلادی فعالیت هنری خود را آغاز کرد.

## حقایق
- ارنی لایولی فرزند بئاتریس گری (والتون) و ارنست ویلسون براون ، سنیور است.[۱]
- او پس از ازدواج با "الین لایولی" ، نام خانوادگی او را برای خود برگزید.
- وی در هر دو قسمت فیلم "خواهری از سفر آرزوها" نقش پدر بریجت وریلند (با بازی بلیک لایولی) را ایفا کرده‌است.
- او در سال ۲۰۰۳ دچار حمله قلبی شده [۲]و در نوامبر ۲۰۱۳ با سلول های بنیادی به عنوان قسمتی از یک روش ژن رتروگراد تجربی تحت درمان قرار گرفته بود.[۳]

## فیلم ها
- مسافر ۵۷
- مرد توی ماه
- پرونده‌های ایکس
- خانواده من
- کلوچه آمریکایی
- طبقه سیزدهم
- جوایز داروین
- جان‌سخت
- حکمت
- خواهری از سفر آرزوها
- خواهری از سفر آرزوها ۲
- به آینه نگاه کن
- آبشارهای مالهالند